# Después de Norma
Después de Norma es una película documental colombiana de 2020 dirigida por Jorge Andrés Botero. Estrenada el 5 de marzo de 2020 en las salas de cine colombianas, tuvo participación en el circuito de festivales en 2019, siendo exhibida en el Festival de Cine de Cartagena, en la Muestra Internacional Documental de Bogotá y en el Festival Internacional de Cine de Cali. En 2021 ganó los Premios Macondo, entregados por la Academia Colombiana de Artes y Ciencias Cinematográficas, en la categoría Mejor Película Documental.

## Sinopsis
Andrés se entera del triste diagnóstico terminal de su madre Norma. Siente de inmediato la necesidad de tomar su cámara y rescatar todos los recuerdos de juventud de su madre y del entorno familiar en una época marcada por la alegría y las ganas de vivir.

## Recepción
El documental ha recibido reseñas positivas. Manuel Kalmanovitz de la revista Semana escribió: "Hay mucha información aquí, muchas capas temporales intercaladas con cuidado para hacernos ver que las preguntas y especulaciones se energizan al saltar en el tiempo, hasta encontrar coincidencias extraordinarias".